# 47 (số)
47 (bốn mươi bảy) là một số tự nhiên ngay sau 46 và ngay trước 48.